# Gun Hohenthal-Andersson
Gunvor (Gun) Elfrida Hohenthal-Andersson, född 1 december 1909 i Jakobstad, Finland, död 29 januari 1992, var en finländsk-svensk målare.
Hon var dotter till läkaren Carl Mauritz Hohenthal och Ines Lönnbeck och från 1934 gift med skulptören Lars Jonas Andersson. Hohenthal-Andersson studerade vid Ateneum i Helsingfors 1928–1932 och vid Konsthögskolan i Stockholm 1933–1936 samt under studieresor till Norge, Frankrike och England. Hon medverkade i ett flertal samlingsutställningar på Konsthallen i Helsingfors och med Sveriges allmänna konstförening samt olika salonger på Liljevalchs konsthall. Hennes konst består av stilleben och landskap i olja eller akvarell, från Norrland och Lofoten.